# Ralph Coleman (baseballedző)
Ralph O. Coleman (Canby, Oregon, 1895. november 30. – Corvallis, Oregon, 1990. július 8.) az Oregon State Beavers baseballcsapatának vezetőedzője volt.

## Fiatalkora
A canbyi középiskolában érettségizett, majd az Oregoni Mezőgazdasági Főiskolán (ma Oregoni Állami Egyetem) az atlétika- és baseballcsapatok tagja volt. Az első világháborút követően a Portland Beavers játékosa volt, majd a Detroit Tigers érdeklődött iránta, de inkább az Oregon State Beavers edzője lett.
Fivére, Ed Coleman szintén a Beavers játékosa volt.

## Edzői pályafutása
1923 és 1928 között, 1930–1931-ben, valamint 1938 és 1966 között, összesen 35 szezonig volt az Oregon State Beavers vezetőedzője; közben egyéb pozíciókat is betöltött. Beceneve „az ezüstróka” volt. Eredménye 516–316–1; a csapat tízszer került a Northern divízió első helyére. 1952-ben kijutottak a College World Seriesre, ahol kikaptak.

## Emlékezete
1968-ban az Amerikai Baseballedzők Szövetsége dicsőségcsarnoka, 1981-ben pedig az Oregon Sports Hall of Fame tagja lett. Ugyanezen évben az Oregon State Beavers baseballstadionja felvette a Goss Stadium at Coleman Field nevet. 1990-ben, halála évében az Oregoni Állami Egyetem dicsőségcsarnokának tagja lett.

## Fordítás
- Ez a szócikk részben vagy egészben  a   Ralph Coleman (baseball) című angol Wikipédia-szócikk ezen változatának fordításán alapul.  Az eredeti cikk szerkesztőit annak laptörténete sorolja fel. Ez a jelzés csupán a megfogalmazás eredetét és a szerzői jogokat jelzi, nem szolgál a cikkben szereplő információk forrásmegjelöléseként.